# Peslières
Peslières est une commune française, située dans le département du Puy-de-Dôme en région Auvergne-Rhône-Alpes.

## Géographie

### Communes limitrophes
Ses communes limitrophes sont : Champagnat-le-Jeune, Fayet-Ronaye, Sainte-Catherine, Saint-Germain-l'Herm, Saint-Martin-d'Ollières et Valz-sous-Châteauneuf.

### Lieux-dits et écarts
Peslières, Lospeux, les Pradets, Moulin à Vent, Fargette, Chanteloube, Vinfaud, Ceilloux, Léclache, Ladreix, Fontjallat, Rembaille, Bonnefont, Chambefort, le Cerf, les Routis, les Taillis, l'Angrais, le Suquet du Taillis, les Chouanches, Bois Grand, Bois Redon, les Chouanches, les Creux, les Chazeaux, la Gardet, la Garde, les Picots, la Confrérie, les Paturaux, les Moulinches, la Voisse, les Planas, les Chatelots, Vallivier, les Rivaux, le Chêne, Lafont de Chien, les Grands Champs, Bois du Mineur, la Vieille, la Gardet, les Serves, la Blanière, les Barthes, les Tailladiers, la Rente, le Fougaud, les Propy, Bois de Genest, les Combenières, la Pinatelle, le Communal, le Coin.

### Climat
Pour des articles plus généraux, voir Climat d'Auvergne-Rhône-Alpes et Climat du Puy-de-Dôme.
En 2010, le climat de la commune est de type climat des marges montargnardes, selon une étude du Centre national de la recherche scientifique s'appuyant sur une série de données couvrant la période 1971-2000. En 2020, Météo-France publie une typologie des climats de la France métropolitaine dans laquelle la commune est exposée à un climat de montagne ou de marges de montagne et est dans la région climatique  Nord-est du Massif Central, caractérisée par une pluviométrie annuelle de 800 à 1 200 mm, bien répartie dans l’année. 
Pour la période 1971-2000, la température annuelle moyenne est de 9,3 °C, avec une amplitude thermique annuelle de 15,9 °C. Le cumul annuel moyen de précipitations est de 855 mm, avec 9,8 jours de précipitations en janvier et 7,6 jours en juillet. Pour la période 1991-2020, la température moyenne annuelle observée sur la station météorologique de Météo-France la plus proche, « Saint-Germain-L Herm », sur la commune de Saint-Germain-l'Herm à 7 km à vol d'oiseau, est de 8,0 °C et le cumul annuel moyen de précipitations est de 1 067,3 mm,. Pour l'avenir, les paramètres climatiques de la commune estimés pour 2050 selon différents scénarios d'émission de gaz à effet de serre sont consultables sur un site dédié publié par Météo-France en novembre 2022.

## Urbanisme

### Typologie
Au 1er janvier 2024, Peslières est catégorisée commune rurale à habitat très dispersé, selon la nouvelle grille communale de densité à sept niveaux définie par l'Insee en 2022.
Elle est située hors unité urbaine et hors attraction des villes,.

### Occupation des sols
L'occupation des sols de la commune, telle qu'elle ressort de la base de données européenne d’occupation biophysique des sols Corine Land Cover (CLC), est marquée par l'importance des forêts et milieux semi-naturels (74,9 % en 2018), une proportion sensiblement équivalente à celle de 1990 (75 %). La répartition détaillée en 2018 est la suivante : 
forêts (74,9 %), prairies (25,1 %). L'évolution de l’occupation des sols de la commune et de ses infrastructures peut être observée sur les différentes représentations cartographiques du territoire : la carte de Cassini (XVIIIe siècle), la carte d'état-major (1820-1866) et les cartes ou photos aériennes de l'IGN pour la période actuelle (1950 à aujourd'hui).

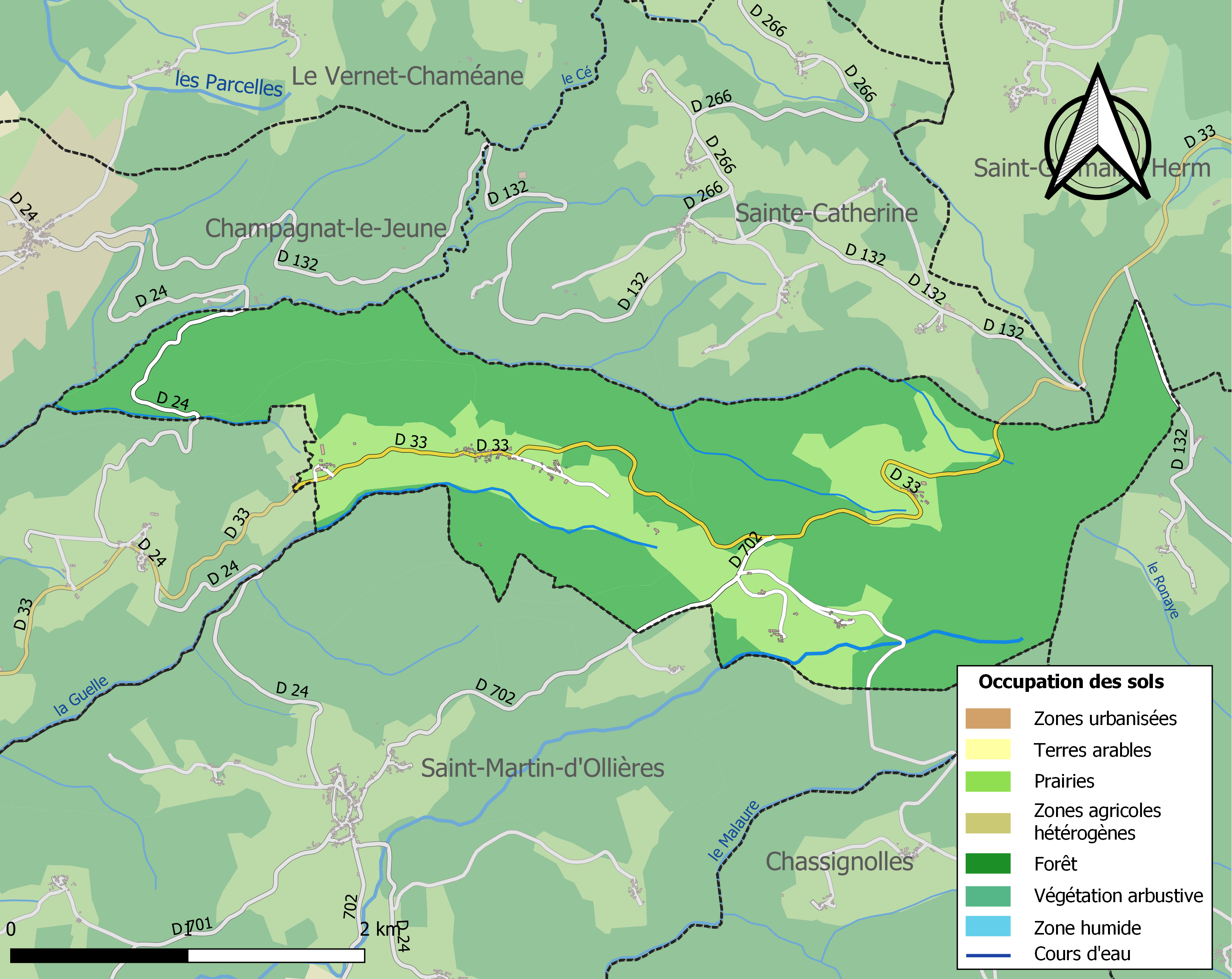
Carte des infrastructures et de l'occupation des sols de la commune en 2018 (CLC).

## Toponymie
Au XIVe siècle, le village est cité sous la forme Paylleras. Il provient directement de l'occitan de Palhera signifiant la « paille » ou les « greniers » pour sa conservation.

## Politique et administration
| Période                                  | Période                    | Identité      | Étiquette | Qualité |
| ---------------------------------------- | -------------------------- | ------------- | --------- | ------- |
| Les données manquantes sont à compléter. |                            |               |           |         |
| mars 1983                                |                            | André Bonjean |           |         |
| mars 2014 (réélu en 2020)                | En cours (au 29 août 2020) | David Coston, |           | Manager |

## Population et société

### Démographie
L'évolution du nombre d'habitants est connue à travers les recensements de la population effectués dans la commune depuis 1793. Pour les communes de moins de 10 000 habitants, une enquête de recensement portant sur toute la population est réalisée tous les cinq ans, les populations de référence des années intermédiaires étant quant à elles estimées par interpolation ou extrapolation. Pour la commune, le premier recensement exhaustif entrant dans le cadre du nouveau dispositif a été réalisé en 2006.

En 2022, la commune comptait 54 habitants, en évolution de −19,4 % par rapport à 2016 (Puy-de-Dôme : +2,1 %, France hors Mayotte : +2,11 %).
| 1793 | 1800 | 1806 | 1821 | 1831 | 1836 | 1841 | 1846 | 1851 |
| ---- | ---- | ---- | ---- | ---- | ---- | ---- | ---- | ---- |
| 249  | 236  | 310  | 290  | 312  | 322  | 324  | 310  | 320  |

| 1856 | 1861 | 1866 | 1872 | 1876 | 1881 | 1886 | 1891 | 1896 |
| ---- | ---- | ---- | ---- | ---- | ---- | ---- | ---- | ---- |
| 349  | 330  | 336  | 329  | 305  | 336  | 378  | 315  | 313  |

| 1901 | 1906 | 1911 | 1921 | 1926 | 1931 | 1936 | 1946 | 1954 |
| ---- | ---- | ---- | ---- | ---- | ---- | ---- | ---- | ---- |
| 292  | 278  | 246  | 204  | 201  | 165  | 156  | 122  | 99   |

| 1962 | 1968 | 1975 | 1982 | 1990 | 1999 | 2006 | 2011 | 2016 |
| ---- | ---- | ---- | ---- | ---- | ---- | ---- | ---- | ---- |
| 100  | 75   | 67   | 65   | 66   | 54   | 65   | 69   | 67   |

| 2021 | 2022 | - | - | - | - | - | - | - |
| ---- | ---- | - | - | - | - | - | - | - |
| 58   | 54   | - | - | - | - | - | - | - |

## Culture locale et patrimoine

### Lieux et monuments
- Église gothique remaniée.
- Décollation de saint Jean-Baptiste.

### Héraldique
| Blason de Peslières | Blason  | Tiercé en pairle renversé : au 1er d'azur à un agneau couché d'argent tenant une croix haute d'or à la bannière d'argent chargée d'une croisette de gueules, au 2e de gueules à une gerbe de blé d'or, au 3e d'or à un dragon de sinople, lampassé de gueules. |
| Blason de Peslières | Détails | L'agneau pascal est l'attribut de saint Jean Baptiste, patron de la paroisse. Les blés évoquent le nom de la commune (Peslières, Paylleras au XIVe siècle, proviendrait du pluriel occitan de palhero signifiant « paille ou greniers pour sa conservation »). Le dragon vient du blason de la famille du Drac qui résidait à Châteauneuf, hameau de Peslières. Le statut officiel du blason reste à déterminer. |